# Cosnes-et-Romain
Cosnes-et-Romain település Franciaországban, Meurthe-et-Moselle megyében. Lakosainak száma 2805 fő (2022. január 1.). Cosnes-et-Romain Aubange, Musson, Cons-la-Grandville, Fresnois-la-Montagne, Gorcy, Lexy, Longwy, Mont-Saint-Martin, Saint-Pancré, Ville-Houdlémont és Villers-la-Chèvre községekkel határos.

## Népesség
A település népességének változása:
| Lakosok száma | 1417 | 1859 | 2053 | 2084 | 2640 | 2652 | 2690 | 2741 | 2773 | 2805 |
|               | 1968 | 1982 | 1990 | 2006 | 2013 | 2015 | 2017 | 2019 | 2020 | 2022 |